# Elecciones municipales de Coronel Portillo de 2010
Las elecciones municipales de Coronel Portillo de 2010 se llevaron a cabo el 3 de octubre de 2010 para elegir al alcalde y al Concejo Provincial de Coronel Portillo para el periodo 2011-2014. La elección se celebró simultáneamente con elecciones regionales y municipales (provinciales y distritales) en todo el Perú.

## Sistema electoral
La Municipalidad Provincial de Coronel Portillo es el órgano administrativo y de gobierno de la provincia de Coronel Portillo. Está compuesta por el alcalde y el Concejo Provincial.
La votación del alcalde y el concejo se realiza en base al sufragio universal, que comprende a todos los ciudadanos nacionales mayores de dieciocho años, empadronados y residentes en la provincia de Coronel Portillo y en pleno goce de sus derechos políticos, así como a los ciudadanos no nacionales residentes y empadronados en la provincia de Coronel Portillo.
El Concejo Provincial de Coronel Portillo está compuesto por 13 regidores elegidos por sufragio directo para un período de cuatro (4) años, en forma conjunta con la elección del alcalde (quien lo preside). La votación es por lista cerrada y bloqueada. Se asigna a la lista ganadora los escaños según el método d'Hondt o la mitad más uno, lo que más le favorezca.

## Composición del Concejo Provincial de Coronel Portillo
La siguiente tabla muestra la composición del Concejo Provincial de Coronel Portillo antes de las elecciones.
| Partidos | Partidos                             | Regidores |
| -------- | ------------------------------------ | --------- |
|          | Movimiento Agrario Popular Ucayalino | 8         |
|          | Esfuerzo Unidos                      | 3         |
|          | Partido Nacionalista Peruano         | 1         |
|          | Partido Aprista Peruano              | 1         |

## Partidos y candidatos
A continuación se muestra una lista de los principales partidos y alianzas electorales que participaron en las elecciones:
| Candidatura | Candidatura | Partidos y alianzas                                                                                                  | Candidatos | Candidatos                   | Ideología                                                         | Resultado previo | Resultado previo | Ref. |
| Candidatura | Candidatura | Partidos y alianzas                                                                                                  | Candidatos | Candidatos                   | Ideología                                                         | Votos (%)        | Reg.             | Ref. |
| ----------- | ----------- | --- | ---------- | ---------------------------- | ----------------------------------------------------------------- | ---------------- | ---------------- | ---- |
|             | MAPU–BPU    | Lista - Compromiso Ucayalino (MAPU–BPU) – Movimiento Agrario Popular Ucayalino (MAPU) – Bloque Popular Ucayali (BPU) |            | Alberto Guzmán Musac         | Regionalismo ucayalino                                            | 36.08%           | 8                |      |
|             | EU          | Lista - Esfuerzo Unidos (EU)                                                                                         |            | Víctor Yamashiro Shimabukuro | Regionalismo ucayalino                                            | 24.43%           | 3                |      |
|             | UD          | Lista - Ucayali Dignidad (UD)                                                                                        |            | Lucio Abensur Pérez          | Regionalismo ucayalino                                            | 3.49%            | 0                |      |
|             | PPC         | Lista - Partido Popular Cristiano (PPC)                                                                              |            | Willie Esquivel Asencios     | Democracia cristiana Conservadurismo social Liberalismo económico | Nuevo            | Nuevo            |      |
|             | PP          | Lista - Perú Posible (PP)                                                                                            |            | Walter Dyer Ampudia          | Socioliberalismo Democracia liberal Tercera vía                   | Nuevo            | Nuevo            |      |
|             | FDP         | Lista - Fonavistas del Perú (FDP)                                                                                    |            | Fernando Pérez Leal          | Socialismo Nacionalismo de izquierda Ecologismo                   | Nuevo            | Nuevo            |      |
|             | F2011       | Lista - Fuerza 2011 (F2011)                                                                                          |            | Willy Lora Zevallos          | Fujimorismo Conservadurismo social Populismo de derecha           | Nuevo            | Nuevo            |      |
|             | TxU         | Lista - Movimiento Cívico Regional Todo por Ucayali (TxU)                                                            |            | Jorge Saldaña Bardales       | Regionalismo ucayalino                                            | Nuevo            | Nuevo            |      |

## Resultados

### Sumario general
| |                                  |              |              |              |           |           |  |  |
| Partidos y coaliciones                                                                                                 | Partidos y coaliciones           | Voto popular | Voto popular | Voto popular | Regidores | Regidores |  |  |
| Partidos y coaliciones                                                                                                 | Partidos y coaliciones           | Votos        | %            | ±pp          | Total     | +/−       |  |  |
| | Esfuerzo Unidos (EU)             | 43,031       | 37.53        | +13.10       | 8         | +5        |  |  |
| | Todo por Ucayali (TxU)           | 25,553       | 22.29        | Nuevo        | 2         | +2        |  |  |
| | Perú Posible (PP)                | 15,866       | 13.84        | Nuevo        | 1         | +1        |  |  |
| | Compromiso Ucayalino (MAPU–BPU)1 | 11,648       | 10.16        | –25.92       | 1         | –7        |  |  |
| | Fuerza 2011 (F2011)              | 9,167        | 8.00         | Nuevo        | 1         | +1        |  |  |
| | Partido Popular Cristiano (PPC)  | 4,644        | 4.05         | n/a          | 0         | ±0        |  |  |
| | Ucayali Dignidad (UD)            | 2,403        | 2.10         | –1.39        | 0         | ±0        |  |  |
| | Fonavistas del Perú (FDP)        | 2,343        | 2.04         | Nuevo        | 0         | ±0        |  |  |
| |                                  |              |              |              |           |           |  |  |
| Total | Total                            | 114,655      |              |              | 13        | ±0        |  |  |
| |                                  |              |              |              |           |           |  |  |
| Votos válidos | Votos válidos                    | 114,655      | 66.79        | –16.62       |           |           |  |  |
| Votos en blanco | Votos en blanco                  | 40,974       | 23.87        | +13.23       |           |           |  |  |
| Votos nulos | Votos nulos                      | 16,026       | 9.34         | +3.40        |           |           |  |  |
| Votos emitidos | Votos emitidos                   | 171,655      | 81.35        | –2.45        |           |           |  |  |
| Abstenciones | Abstenciones                     | 39,343       | 18.65        | +2.45        |           |           |  |  |
| Votantes registrados                                                                                                   | Votantes registrados             | 210,998      |              |              |           |           |  |  |
| |                                  |              |              |              |           |           |  |  |
| Fuente: |                                  |              |              |              |           |           |  |  |
| Notas al pie: 1 Comparado con los resultados de Movimiento Agrario Popular Ucayalino (MAPU) en las elecciones de 2002. |                                  |              |              |              |           |           |  |  |
| Notas al pie: |                                  |              |              |              |           |           |  |  |
| 1 Comparado con los resultados de Movimiento Agrario Popular Ucayalino (MAPU) en las elecciones de 2002.               |                                  |              |              |              |           |           |  |  |

## Elecciones municipales distritales

### Resultados por distrito
La siguiente tabla enumera el control de los distritos de la provincia de Coronel Portillo. El cambio de mando de una organización política se resalta del color de ese partido.
| Distrito      | Alcalde(sa) titular        | Partido político | Partido político                | Alcalde(sa) electo(a)                          | Partido político                               | Partido político                               |
| ------------- | -------------------------- | ---------------- | ------------------------------- | ---------------------------------------------- | ---------------------------------------------- | ---------------------------------------------- |
| Campoverde    | Wiliam Amasifuén Tanchiva  |                  | Ucayali Región con Futuro       | Wiliam Amasifuén Tanchiva                      |                                                | Ucayali Región con Futuro                      |
| Iparía        | Roberto Silvano Rengifo    |                  | Mayoría de Integración Indígena | Pedro Saldaña Balarezo                         |                                                | Esfuerzo Unidos                                |
| Manantay      | Guillermo Chino Mori       |                  | Integrando Ucayali              | Guillermo Chino Mori                           |                                                | Integrando Ucayali                             |
| Masisea       | Marcos Guerra Torres       |                  | Integrando Ucayali              | Raúl Contreras Ramírez                         |                                                | Integrando Ucayali                             |
| Nueva Requena | Bacilides Dorado Sairitupa |                  | Perú Posible                    | Elecciones municipales complementarias de 2011 | Elecciones municipales complementarias de 2011 | Elecciones municipales complementarias de 2011 |
| Yarinacocha   | Edwin Díaz Paredes         |                  | Integrando Ucayali              | Edwin Díaz Paredes                             |                                                | Integrando Ucayali                             |